# Trevor Van Riemsdyk
Trevor Van Riemsdyk (né le 24 juillet 1991 à Middletown dans l'État du New Jersey aux États-Unis) est un joueur professionnel américain de hockey sur glace. Il évolue au poste de défenseur. Il est le frère de James Van Riemsdyk.

## Biographie
Après avoir joué deux saisons avec les Monarchs Junior du New Hampshire de l'Eastern Junior Hockey League, Trevor Van Riemsdyk s'aligne à partir de la saison 2011-2012 avec les Wildcats du New Hampshire qui évoluent en Hockey East, division du championnat universitaire de la NCAA. Le 24 mars 2014, alors qu'il n'a pas été réclamé au repêchage d'entrée dans la LNH qui a lieu chaque année, il signe un contrat de deux ans avec les Blackhawks de Chicago. Il fait ses débuts dans la Ligue nationale de hockey avec les Blackhawks à partir de la saison 2014-2015. Au bout de 18 matchs avec Chicago, il se blesse au genou en novembre puis au poignet en avril alors qu'il jouait pour le club-école des IceHogs de Rockford. Il est rappelé le 22 mai par les Blackhawks et revient au jeu lors des séries 2015 alors que son équipe dispute la finale de la Coupe Stanley. Il joue quatre matchs éliminatoires et son équipe remporte la Coupe Stanley après avoir vaincu le Lightning de Tampa Bay 4 matchs à 2.
Le 21 juin 2017, il est repêché par les Golden Knights de Vegas lors du repêchage d'expansion de la LNH 2017. Le lendemain, il est échangé aux Hurricanes de la Caroline avec un choix de 7e ronde pour le repêchage d'entrée dans la LNH 2018 en retour d'un choix de 2e ronde pour le repêchage d'entrée dans la LNH 2017.

## Statistiques

### En club
| Saison     | Équipe                           | Ligue      |     | Saison régulière | Saison régulière | Saison régulière | Saison régulière | Saison régulière |   | Séries éliminatoires | Séries éliminatoires | Séries éliminatoires | Séries éliminatoires | Séries éliminatoires |
| Saison     | Équipe                           | Ligue      | PJ  | B                | A                | Pts              | Pun              | PJ               | B | A                    | Pts                  | Pun                  |                      |                      |
| 2009-2010  | Monarchs Junior du New Hampshire | EJHL       | 31  | 8                | 27               | 35               | 4                | 4                | 0 | 3                    | 3                    | 0                    |                      |                      |
| 2010-2011  | Monarchs Junior du New Hampshire | EJHL       | 39  | 16               | 22               | 38               | 20               | 6                | 2 | 3                    | 5                    | 4                    |                      |                      |
| 2011-2012  | Wildcats du New Hampshire        | NCAA       | 37  | 4                | 15               | 19               | 24               | -                | - | -                    | -                    | -                    |                      |                      |
| 2012-2013  | Wildcats du New Hampshire        | NCAA       | 39  | 8                | 25               | 33               | 8                | -                | - | -                    | -                    | -                    |                      |                      |
| 2013-2014  | Wildcats du New Hampshire        | NCAA       | 26  | 4                | 19               | 23               | 10               | -                | - | -                    | -                    | -                    |                      |                      |
| 2014-2015  | Blackhawks de Chicago            | LNH        | 18  | 0                | 1                | 1                | 2                | 4                | 0 | 0                    | 0                    | 0                    |                      |                      |
| 2014-2015  | IceHogs de Rockford              | LAH        | 8   | 0                | 3                | 3                | 0                | -                | - | -                    | -                    | -                    |                      |                      |
| 2015-2016  | Blackhawks de Chicago            | LNH        | 82  | 3                | 11               | 14               | 31               | 7                | 1 | 0                    | 1                    | 2                    |                      |                      |
| 2016-2017  | Blackhawks de Chicago            | LNH        | 58  | 5                | 11               | 16               | 29               | 4                | 0 | 0                    | 0                    | 0                    |                      |                      |
| 2017-2018  | Hurricanes de la Caroline        | LNH        | 79  | 3                | 13               | 16               | 20               | -                | - | -                    | -                    | -                    |                      |                      |
| 2018-2019  | Hurricanes de la Caroline        | LNH        | 78  | 3                | 11               | 14               | 10               | 9                | 0 | 0                    | 0                    | 2                    |                      |                      |
| 2019-2020  | Hurricanes de la Caroline        | LNH        | 49  | 1                | 7                | 8                | 10               | 2                | 0 | 1                    | 1                    | 4                    |                      |                      |
| 2020-2021  | Capitals de Washington           | LNH        | 20  | 1                | 2                | 3                | 2                | -                | - | -                    | -                    | -                    |                      |                      |
| 2021-2022  | Capitals de Washington           | LNH        | 72  | 1                | 16               | 17               | 40               | 6                | 1 | 1                    | 2                    | 0                    |                      |                      |
| 2022-2023  | Capitals de Washington           | LNH        | 75  | 7                | 16               | 23               | 15               | -                | - | -                    | -                    | -                    |                      |                      |
| 2023-2024  | Capitals de Washington           | LNH        | 70  | 0                | 14               | 14               | 18               | 3                | 0 | 0                    | 0                    | 0                    |                      |                      |
| Totaux LNH | Totaux LNH                       | Totaux LNH | 601 | 24               | 102              | 126              | 177              | 35               | 2 | 2                    | 4                    | 8                    |                      |                      |

### En équipe nationale
| Année | Compétition          |   | PJ | B | A | Pts | Pun      |  | Résultat |
| 2017  | Championnat du monde | 8 | 0  | 0 | 0 | 2   | 5e place |  |          |

## Trophées et honneurs personnels

### NCAA
- 2011-2012 : nommé dans l'équipe d'étoiles des recrues de Hockey East
- 2012-2013 : 
  - nommé dans la première équipe d'étoiles de Hockey East
  - nommé dans la première équipe d'étoiles de l'association de l'Est de la NCAA

### Ligue nationale de hockey
- 2014-2015 : champion de la Coupe Stanley avec les Blackhawks de Chicago